# Billete de veinte pesos mexicanos conmemorativo de la Independencia
El billete de viente pesos mexicanos conmemorativo del bicentenario de la consumación de la Independencia es la denominación de billetes de peso mexicano, que se planeó para emitirse en septiembre de 2021, en conmemoración del Bicentenario de la Consumación de la Independencia de México, perteneciente a la familia G, la cual, es la que constituye actualmente el cono monetario del país.
El lado anverso tiene un motivo alusivo a la consumación de la Independencia de México, el cual está en curso su diseño detallado con los motivos temáticos y características aprobadas por la Junta de Gobierno del Banco de México. El lado reverso representa al ecosistema de manglares, con el cocodrilo mexicano y el mangle rojo en la Reserva de la Biósfera Sian Ka’an, patrimonio de la humanidad (de tipo natural) por la UNESCO.
La producción del billete inició en enero de 2021 y su emisión al público se programó y salió a circular para septiembre de 2021. Este billete formó parte de la celebración del año 2021 en México, que fue nombrado «Año de la Independencia» por el presidente en turno, Andrés Manuel López Obrador.

## Nueva Familia de Billetes
La Junta de Gobierno del Banco de México, en su sesión de mayo de 2013, autorizó a la DGE realizar los trabajos relacionados con el programa para diseñar, fabricar y emitir una nueva familia de billetes denominada «familia G», iniciando con el sub proyecto denominado «Investigación de las características generales de los billetes, elementos de seguridad y lineamientos de diseño».
El programa de la nueva familia de billetes tiene los siguientes objetivos:
1. Sustituir la familia actual de billetes para incorporar medidas de seguridad que los hagan más seguros, dificultando su falsificación;
2. Incrementar su durabilidad a partir del sustrato en el que se impriman (papel o polímero);
3. e Incorporar elementos gráficos que representen de forma amplia y diversa al país.

El programa comprende varios sub proyectos distribuidos en un periodo de 9 años (2013-2022), considerando la emisión de la primera denominación, 500 pesos, en el segundo semestre de 2018, y finalizando con la emisión del billete de 50 pesos en 2022. Cabe señalar que si bien incluye un sub proyecto
para la denominación de 2000 pesos, esta sólo se emitirá si se considera que dicho billete se requiere para satisfacer las necesidades de los usuarios.